# دايكي أوغوا
دايكي أوغوا (باليابانية: 小川 大貴) (16 أكتوبر 1991 في شيزوكا في اليابان – )؛ هو لاعب كرة قدم ياباني سابق كان يلعب كمدافع.

## وصلات خارجية
- دايكي أوغوا على موقع رابطة كرة القدم اليابانية للمحترفين (اليابانية)
- دايكي أوغوا على موقع قاعدة بيانات كرة القدم.إي يو (الإنجليزية)
- دايكي أوغوا على موقع Soccerway.com (الإنجليزية)
- دايكي أوغوا على موقع عالم كرة القدم.نت (الإنجليزية)
- دايكي أوغوا على موقع كووورة